# Osiris (exoplaneet)
HD 209458 b, Osiris genaamd is op 5 november 1999 ontdekt en is de eerste planeet buiten het zonnestelsel die door de mens is waargenomen volgens de transit-methode. De planeet is naar de Egyptische god Osiris genoemd en draait om de ster HD 209458. Osiris ligt meer dan 150 lichtjaren verwijderd van de aarde. Op 27 november 2001 is door de beelden van de Hubble ruimtetelescoop ontdekt dat er op de planeet water en zuurstof aanwezig is, en dat zij een blauwe staart heeft bestaande uit waterstof.

## Waarnemingen
De staart wordt veroorzaakt doordat de planeet als het ware verdampt door de hitte van haar ster. Wetenschappers denken dat Osiris ooit zal verdwijnen door de verdamping. Osiris is het bewijs dat er buiten het zonnestelsel ook zuurstof voorkomt. Een dag duurt op Osiris even lang als een jaar daar ook duurt.